# Byun Chun-sa
Byun Chun-sa (Koreaans: 전다혜) (Seoel, 23 november 1987) is een Zuid-Koreaans voormalig shorttrackster.

## Carrière
Byun Chun-sa werd in 2003 in Boedapest wereldkampioene junioren. Een jaar later bij het wereldkampioenschap shorttrack in Göteborg won ze zilver op de 1000 meter en goud in de 3000 meter superfinale wat goed was voor een derde plaats in de eindstand. Ze won bovendien met de Zuid-Koreaanse aflossingsploeg de wereldtitel.
Bij het shorttrack op de Olympische Winterspelen 2006 won Byun met de andere Zuid-Koreaanse dames de gouden medaille op de relay en werd daarmee naast wereldkampioene ook olympisch kampioene in die discipline.
Byuns laatste succesvolle seizoen was 2006/2007. In de wereldbeker shorttrack won ze het klassement over 1000 meter en het overall eindklassement en op het wereldkampioenschap in Milaan won ze brons op de 1500 meter en ook opnieuw de wereldtitel op de aflossing. Hierna kwam Byun niet meer op internationaal topniveau uit.
1992: Cutrone, Daigle, Lambert, Perreault ·
1994: Chun, Kim S.-h., Kim Y.-m., Won ·
1998: An, Chun, Kim, Won ·
2002: Choi E.-k., Choi M.-k., Joo, Park ·
2006: Byun, Choi, Jeon, Jin, Kang ·
2010: Sun, Wang, Zhang, Zhou ·
2014: Cho, Kim, Kong, Park, Shim ·
2018: Choi, Kim A.-l., Kim Y.-j., Lee, Shim ·
2022: Van Kerkhof, Poutsma, Schulting, Velzeboer